# Macomb (Oklahoma)
Macomb es un pueblo ubicado en el condado de Pottawatomie en el estado estadounidense de Oklahoma. En el año 2010 tenía una población de 32 habitantes y una densidad poblacional de 	160 personas por km².

## Geografía
Macomb se encuentra ubicado en las coordenadas 35°8′52″N 97°0′30″O / 35.14778, -97.00833 (35.147841, -97.008391).

## Demografía
Según la Oficina del Censo en 2000 los ingresos medios por hogar en la localidad eran de $30,735 y los ingresos medios por familia eran $34,583. Los hombres tenían unos ingresos medios de $25,000 frente a los $18,125 para las mujeres. La renta per cápita para la localidad era de $15,006. Alrededor del 12.4% de la población estaban por debajo del umbral de pobreza.